# Глен-Ейвон (Каліфорнія)
Глен-Ейвон (англ. Glen Avon) — переписна місцевість (CDP) в США, в окрузі Ріверсайд штату Каліфорнія. Населення — 20 199 осіб (2010).

## Географія
Глен-Ейвон розташований за координатами 34°1′1″ пн. ш. 117°28′58″ зх. д. / 34.01694° пн. ш. 117.48278° зх. д. (34.016925, -117.482860).  За даними Бюро перепису населення США в 2010 році переписна місцевість мала площу 21,07 км², з яких 20,98 км² — суходіл та 0,09 км² — водойми.

## Демографія
Згідно з переписом 2010 року, у переписній місцевості мешкало 20 199 осіб у 5761 домогосподарстві у складі 4217 родин. Густота населення становила 959 осіб/км².  Було 6203 помешкання (294/км²).
Расовий склад населення:
| - 50,9 % — білих - 4,0 % — чорних або афроамериканців - 2,3 % — азіатів - 1,1 % — корінних американців - 0,2 % — вихідців з тихоокеанських островів - 37,5 % — осіб інших рас |

До двох чи більше рас належало 4,2 %. Частка іспаномовних становила 68,2 % від усіх жителів.
За віковим діапазоном населення розподілялося таким чином: 30,0 % — особи молодші 18 років, 59,9 % — особи у віці 18—64 років, 10,1 % — особи у віці 65 років та старші. Медіана віку мешканця становила 31,7 року. На 100 осіб жіночої статі у переписній місцевості припадало 101,2 чоловіків;  на 100 жінок у віці від 18 років та старших — 99,5 чоловіків також старших 18 років.